# Temple Tashi Tcheulang Gawai Tsel
Le temple Tashi Tcheulang Gawai Tsel est un temple bouddhiste français situé à Saint-Pierre, sur l'île de La Réunion. Inauguré le 1er septembre 2019, il s'agit du premier temple du bouddhisme tibétain dans la zone océan indien.